# Scott Niedermayer
Scott Niedermayer (* 31. srpna 1973 Edmonton, Alberta, Kanada) je bývalý kanadský hokejový obránce a současný asistent trenéra v Anaheimu Ducks, který ukončil v roce 2010 hráčskou kariéru a je členem Triple Gold Clubu, do kterého patří hráč jemuž se podaří vyhrát zlatou medaili na olympijských hrách, mistrovství světa a k tomu vyhrát Stanley Cup. Navíc je od roku 2013 členem Hokejové síně slávy. U příležitosti 100. výročí NHL byl v lednu 2017 vybrán jako jeden ze sta nejlepších hráčů historie ligy.

## Hráčská kariéra
Niedermayer byl draftován v 1. kole vstupního draftu NHL v roce 1991, na celkově 3. místě týmem New Jersey Devils. V té době hrál za Kamloops Blazers ve Western Hockey League. Byl považován za nejslibnějšího ofenzivního obránce, kteří kdy byli draftováni z Canadian Hockey League. Výběr, který New Jersey Devils použili na Niedermayera získali 16. října 1989 od Toronta Maple Leafs výměnou za Toma Kurverse.

### New Jersey Devils
Poté, co v sezóně 1991-92 odehrál pouhé 4 zápasy NHL, tak v sezóně následující, která byla stále brána jako nováčkovská (NHL 1992-93), zaznamenal Niedermayer 11 gólů a 40 kanadských bodů, za což byl jmenován do NHL All-Rookie týmu. Ve své druhé sezóně 1993-94 se zlepšil na 46 kanadských bodů a s New Jersey prožil dlouhou cestu v playoff, kde ale byli poraženi ve finále konference pozdějšími vítězi Stanley Cupu: New Yorkem Rangers v sedmi zápasech. V následující sezóně si to ovšem vynahradili, když ve finále Stanley Cupu porazili Detroit Red Wings. New Jersey Devils vyhráli první Stanley cup v historii klubu a Niedermayer v kariéře.
Niedermayer poté zaznamenal 33 respektive 35 bodů v dalších dvou sezónách. V sezóně 1997-98 se střelecky probudil, když zaznamenal 14 gólů a 57 bodů. Toto bylo jeho nejproduktivnější období u New Jersey. V roce 2000 vyhrál Niedermayer s New Jersey svůj druhý Stanley Cup, když ve finále porazili Dallas Stars. Do finále se dostali i v roce 2001, ale tam byli poraženi v sedmi zápasech Coloradem Avalanche. V sezóně 2002-03 pomohl Niedermayer New Jersey ke třetímu Stanley cupu v průběhu osmi let. Ve finále porazili Mighty Ducks of Anaheim, ve kterém hrál jeho bratr Rob. S 18 kanadskými body v playoff si vytvořil osobní rekord a kanadské bodování playoff ligy vyhrál společně se spoluhráčem Jamiem Langenbrunnerem.
Sezóna 2003-04 byla Niedermayerovou druhou padesáti-bodovou sezónou kariéry. Vstřelil v ní 14 gólů a 40x asistoval. V době, kdy absentoval Scott Stevens, tak ho zastupoval ve funkci kapitána týmu. V té sezóně vyhrál Norrisovu trofej, která je udělována nejlepšímu obránci sezóny NHL a ukončil, tak tříleté kralování mezi obránci Nicklasu Lidströmovi.

### Anaheim Ducks
Poté, co se Niedermayer stal po sezóně 2004-05 volným hráčem, tak podepsal smlouvu s týmem Mighty Ducks of Anaheim na 4 roky. Při podpisu dal přednost Anaheimu před rekordní nabídkou New Jersey, která by z něj udělala nejlépe placeného obránce NHL. On, ale toužil hrát se svým bratrem Robem, který hrál v Anaheimu na pozici středního útočníka. Scott Niedermayer byl před začátkem sezóny 2005-06 jmenován kapitánem týmu. V této funkci vystřídal Steva Rucchina, který odešel do New Yorku Rangers. Ve své první sezóně u Mighty Ducks zaznamenal 63 kanadských bodů, což byl jeho osobní rekord do té doby. V playoff prohráli s Anaheimem ve finále konference, kde je pokořili Edmonton Oilers.
V následující sezóně 2006-07 hrál v obraně společně s dalším držitelem Norrisovy trofeje: Chrisem Prongerem. Tandem Niedermayer a Pronger pomohl nově přejmenovanému týmu Anaheimu Ducks k nejlepším výsledkům téměř ve všech kategoriích. Niedermayer si také vylepšil svůj osobní rekord na 15 gólů a 69 kanadských bodů. V playoff pomohl Anaheimu vyhrát první Stanley Cup, když ve finále porazili Ottawu Senators 4:1 na zápasy. Sám si připsal 11 kanadských bodů ve 21 zápasech a svou aktivitou a vůdčími schopnostmi si vysloužil trofej Conna Smythe, která je udělována nejlepšímu hráči playoff. Scott a Rob Niedermayerové se stali prvními bratry, kteří spolu vyhráli Stanley Cup od dob Duaneho a Brenta Sutterových, kteří vyhráli Stanley Cup s New Yorkem Islanders v letech 1982 a 1983.
I když zrovna vyhrál svůj čtvrtý Stanley Cup a zaznamenal osobní rekord v kanadském bodování, tak přesto oznámil 19. června 2007, že vážně uvažuje o ukončení kariéry. 6. září 2007 oznámil na tiskové konferenci, že stále není rozhodnutý, ačkoliv bylo těsně před začátkem tréninkového kempu. Do tréninkového kempu nakonec nenastoupil, za což byl vedením Anaheimu sankcionován pokutou 500 000 dolary (asi 10 000 000 korun). Později se ukázalo, že pokuta byla udělena po dohodě mezi Niedermayerem a vedením kvůli možnému překročení platového stropu. Z důvodu nejistého pokračování Niedermayerovy kariéry byl jmenován novým kapitánem Chris Pronger. Tento stav zůstal i po Niedermayerově návratu k týmu. Nerozhodný zůstal až do 28. zápasu Anaheimu v sezóně 2007-08. 5. prosince 2007 oznámil, že chce po zbytek sezóny hrát za Anaheim. Po něm se vrátil k týmu také Teemu Selänne, který taktéž zvažoval ukončení kariéry. Ve zbývajících 48 zápasech si připsal 25 kanadských bodů. V playoff byli poraženi hned v úvodním kole Dallasem Stars.
Niedermayer opět krátce přemýšlel o ukončení kariéry, ale 26. června 2008 zveřejnil svůj záměr dodržet, alespoň jeden ze dvou zbývajících roků, ve kterých byl smluvně vázán k hraní za Anaheim Ducks. 7. října 2008 byl opět jmenován kapitánem Anaheimu. V roce 2009 hrál už ve svém pátém utkání hvězd NHL.
Niedermayer je jediným kanadským hokejistou v historii ledního hokeje, kterému se podařilo vyhrát šest hlavních šampionátů, které může vyhrát kanadský hokejista (Stanley Cup, Memorial Cup, zlato na MS juniorů, zlato na MS, zlato na olympijských hrách a titul na světovém poháru).

### Ukončení hráčské kariéry
22. června 2010 oficiálně ukončil hráčskou kariéru a v roce 2013 byl uveden do Hokejové síně slávy v Torontu.

### Kariéra hokejového funkcionáře
Ihned po ukončení hráčské kariéry obdržel v Anaheimu funkci poradce generálního manažera Boba Murrayho a před sezónou se z Niedermayera stal asistent trenéra Bruce Boudreaua. Společně Anaheim dovedli do semifinále play-off 2014.

## Individuální úspěchy
- 1991, 1992 – 1. WHL west All-Star Team. (Kamloops Blazers)
- 1991 – Nejlepší hráč kanadských univerzitních soutěží. (Kamloops Blazers)
- 1992 – All-Star Tým na MS juniorů. (Kanada)
- 1992 – All-Star Team Memorial Cupu. (Kamloops Blazers)
- 1992 – Stafford Smythe Memorial Trophy. (Kamloops Blazers)
- 1993 – NHL All-Rookie Team. (New Jersey Devils)
- 1998 – 2. NHL All-Star Team. (New Jersey Devils)
- 1998, 2001, 2004, 2008, 2009 – NHL All-Star Game. (New Jersey Devils, Anaheim Ducks)
- 2004, 2006, 2007 – 1. NHL All-Star Team. (New Jersey Devils), (Anaheim Ducks)
- 2004 – James Norris Memorial Trophy. (New Jersey Devils)
- 2004 – Stal se členem tzv. Triple Gold Clubu.
- 2007 – Conn Smythe Trophy. (Anaheim Ducks)
- 2013 – Uveden do Hokejové síně slávy.

## Týmové úspěchy
- 1991 – Zlato na MS juniorů. (Kanada)
- 1995 – Prince of Wales Trophy. (New Jersey Devils)
- 1995 – Stanley Cup. (New Jersey Devils)
- 1996 – Stříbro na SP. (Kanada)
- 2000 – Prince of Wales Trophy. (New Jersey Devils)
- 2000 – Stanley Cup. (New Jersey Devils)
- 2001 – Prince of Wales Trophy. (New Jersey Devils)
- 2002 – Zlato na ZOH. (Kanada)
- 2003 – Prince of Wales Trophy. (New Jersey Devils)
- 2003 – Stanley Cup. (New Jersey Devils)
- 2004 – Zlato na MS. (Kanada)
- 2004 – Zlato na SP. (Kanada)
- 2007 – Clarence S. Campbell Bowl. (Anaheim Ducks)
- 2007 – Stanley Cup. (Anaheim Ducks)
- 2010 – Zlato na ZOH. (Kanada)

## Prvenství
- Debut v NHL – 16. října 1991 (New York Rangers proti New Jersey Devils)
- První asistence v NHL – 16. října 1991 (New York Rangers proti New Jersey Devils)
- První gól v NHL – 7. listopadu 1992 (San Jose Sharks proti New Jersey Devils, kanadskému brankáři Brian Hayward)

## Klubová statistika
| Sezóna      | Klub              | Soutěž      |      | Základní část | Základní část | Základní část | Základní část | Základní část |    | Play off | Play off | Play off | Play off | Play off |
| Sezóna      | Klub              | Soutěž      | Z    | G             | A             | B             | TM            | Z             | G  | A        | B        | TM       |          |          |
| 1989–90     | Kamloops Blazers  | WHL         | 64   | 14            | 55            | 69            | 64            | 17            | 2  | 14       | 16       | 35       |          |          |
| 1990–91     | Kamloops Blazers  | WHL         | 57   | 26            | 56            | 82            | 52            | —             | —  | —        | —        | —        |          |          |
| 1991–92     | Kamloops Blazers  | WHL         | 35   | 7             | 32            | 39            | 61            | 17            | 9  | 14       | 23       | 28       |          |          |
| 1991–92     | New Jersey Devils | NHL         | 4    | 0             | 1             | 1             | 2             | —             | —  | —        | —        | —        |          |          |
| 1992–93     | New Jersey Devils | NHL         | 80   | 11            | 29            | 40            | 47            | 5             | 0  | 3        | 3        | 2        |          |          |
| 1993–94     | New Jersey Devils | NHL         | 81   | 10            | 36            | 46            | 42            | 20            | 2  | 2        | 4        | 8        |          |          |
| 1994–95     | New Jersey Devils | NHL         | 48   | 4             | 15            | 19            | 18            | 20            | 4  | 7        | 11       | 10       |          |          |
| 1995–96     | New Jersey Devils | NHL         | 79   | 8             | 25            | 33            | 46            | —             | —  | —        | —        | —        |          |          |
| 1996–97     | New Jersey Devils | NHL         | 81   | 5             | 30            | 35            | 64            | 10            | 2  | 4        | 6        | 6        |          |          |
| 1997–98     | New Jersey Devils | NHL         | 81   | 14            | 43            | 57            | 27            | 6             | 0  | 2        | 2        | 4        |          |          |
| 1998–99     | New Jersey Devils | NHL         | 72   | 11            | 35            | 46            | 26            | 7             | 1  | 3        | 4        | 18       |          |          |
| 1998–99     | Utah Grizzlies    | IHL         | 5    | 0             | 2             | 2             | 0             | —             | —  | —        | —        | —        |          |          |
| 1999–00     | New Jersey Devils | NHL         | 71   | 7             | 31            | 38            | 48            | 22            | 5  | 2        | 7        | 10       |          |          |
| 2000–01     | New Jersey Devils | NHL         | 57   | 6             | 29            | 35            | 22            | 21            | 0  | 6        | 6        | 14       |          |          |
| 2001–02     | New Jersey Devils | NHL         | 76   | 11            | 22            | 33            | 30            | 6             | 0  | 2        | 2        | 6        |          |          |
| 2002–03     | New Jersey Devils | NHL         | 81   | 11            | 28            | 39            | 62            | 24            | 2  | 16       | 18       | 16       |          |          |
| 2003–04     | New Jersey Devils | NHL         | 81   | 14            | 40            | 54            | 44            | 5             | 1  | 0        | 1        | 6        |          |          |
| 2005–06     | Anaheim Ducks     | NHL         | 82   | 13            | 50            | 63            | 96            | 16            | 2  | 9        | 11       | 14       |          |          |
| 2006–07     | Anaheim Ducks     | NHL         | 79   | 15            | 54            | 69            | 86            | 21            | 3  | 8        | 11       | 26       |          |          |
| 2007–08     | Anaheim Ducks     | NHL         | 48   | 8             | 17            | 25            | 16            | 6             | 0  | 2        | 2        | 4        |          |          |
| 2008–09     | Anaheim Ducks     | NHL         | 82   | 14            | 45            | 59            | 70            | 13            | 3  | 7        | 10       | 11       |          |          |
| 2009–10     | Anaheim Ducks     | NHL         | 80   | 10            | 38            | 48            | 38            | —             | —  | —        | —        | —        |          |          |
| NHL celkově | NHL celkově       | NHL celkově | 1263 | 172           | 568           | 740           | 784           | 202           | 25 | 73       | 98       | 155      |          |          |
| IHL celkově | IHL celkově       | IHL celkově | 5    | 0             | 2             | 2             | 0             | —             | —  | —        | —        | —        |          |          |
| WHL celkově | WHL celkově       | WHL celkově | 156  | 47            | 143           | 190           | 177           | 34            | 11 | 28       | 39       | 63       |          |          |

## Reprezentace
| Rok                    | Tým                    | Soutěž                 | Z  | G | A | B  | TM |
| ---------------------- | ---------------------- | ---------------------- | -- | - | - | -- | -- |
| 1991                   | Kanada 20              | MSJ                    | 3  | 0 | 0 | 0  | 0  |
| 1992                   | Kanada 20              | MSJ                    | 7  | 0 | 0 | 0  | 10 |
| 1996                   | Kanada                 | SP                     | 8  | 1 | 3 | 4  | 6  |
| 2002                   | Kanada                 | ZOH                    | 6  | 1 | 1 | 2  | 4  |
| 2004                   | Kanada                 | MS                     | 9  | 3 | 2 | 5  | 12 |
| 2004                   | Kanada                 | SP                     | 6  | 1 | 1 | 2  | 9  |
| 2010                   | Kanada                 | ZOH                    | 7  | 1 | 2 | 3  | 4  |
| Juniorská reprezentace | Juniorská reprezentace | Juniorská reprezentace | 10 | 0 | 0 | 0  | 10 |
| Seniorská reprezentace | Seniorská reprezentace | Seniorská reprezentace | 36 | 7 | 9 | 16 | 35 |